# Roos de Haas
Roos de Haas (Groningen, 8 mei 2005) is een voetbalspeelster uit Nederland. Ze speelt als middenvelder voor sc Heerenveen.

## Carrière
De Haas begon haar carrière bij de VV Helpman in Groningen. In 2018 stapte ze over naar sc Heerenveen. Op 16 september 2023 maakte De Haas haar debuut voor sc Heerenveen in de Vrouwen Eredivisie in een uitwedstrijd tegen PSV door in te vallen voor Dewi Snippe in de 85ste minuut. Haar eerste doelpunt voor sc Heerenveen maakte De Haas op 23 september 2022 in een thuiswedstrijd tegen VV Alkmaar.
De Haas tekende haar eerste contract voor sc Heerenveen op 8 juli 2023. De Haas liep in  oktober 2023 een zware blessure op waardoor ze er een lange tijd uit lag. Op 10 juli 2024 besloot sc Heerenveen het aflopende contract van De Haas met een jaar te verlengen. Doordat ze op het veld geen bijdrage kon leveren, liep De Haas tijdens haar herstelperode stage binnen de commerciële afdeling van sc Heerenveen.
De Haas maakte op 14 februari 2025 haar rentree voor sc Heerenveen in een KNVB Bekerwedstrijd tegen PEC Zwolle. Het duel draaide uit op penalty's, waarin De Haas de zevende penalty raak schoot en daarmee haar ploeg naar volgende ronde hielp.
Op 17 juni 2025 tekende De Haas een nieuw eenjarig contract bij de Friese club.

## Statistieken
| Seizoen | Club          | Competitie         | Competitie | Competitie | Beker | Beker | Overig | Overig | Totaal | Totaal |
| Seizoen | Club          | Competitie         | Wed.       | Dlp.       | Wed.  | Dlp.  | Wed.   | Dlp.   | Wed.   | Dlp.   |
| ------- | ------------- | ------------------ | ---------- | ---------- | ----- | ----- | ------ | ------ | ------ | ------ |
| 2022/23 | sc Heerenveen | Vrouwen Eredivisie | 17         | 2          | 2     | 0     | 0      | 0      | 19     | 2      |
| 2023/24 | sc Heerenveen | Vrouwen Eredivisie | 2          | 0          | 0     | 0     | 0      | 0      | 2      | 0      |
| 2024/25 | sc Heerenveen | Vrouwen Eredivisie | 3          | 0          | 1     | 0     | 0      | 0      | 4      | 0      |
| Totaal  | Totaal        | Totaal             | 22         | 2          | 3     | 0     | 0      | 0      | 25     | 2      |

Laatste update: 17 juni 2025